# Михайловка (Беляевский район)
Михайловка (укр. Михайлівка) — село, относится к Беляевскому району Одесской области Украины.
Население по переписи 2001 года составляло 175 человек. Почтовый индекс — 67611. Телефонный код — 4852. Занимает площадь 0,32 км². Код КОАТУУ — 5121084505.

## Местный совет
67611, Одесская обл., Беляевский р-н, с. Секретарёвка, ул. Гагарина, 27